# Máté Péter (énekes)
Máté Péter (Budapest, 1947. február 4. – Budapest, 1984. szeptember 9.) magyar énekes, hangszerelő, zeneszerző és zongorista. Közel 150 dal szerzője és előadója. Dalai évtizedekkel halála után is nagy népszerűségnek örvendenek. A nemzetközi szerzői jogi adatbázisban 173 szerzeménnyel szerepel, leggyakoribb szerzőtársa S. Nagy István. 

## Pályája

### Ifjúsága és a kezdetek
Hatéves korától magánúton, 14 éves korától zeneiskolákban tanult. Tanította Bágya András és Balassa P. Tamás is. 1965-ben érettségizett a Petőfi Sándor Gimnáziumban, ugyanabban az évben megalapította első kísérőzenekarát a Máté együttest, amely később Főnix együttes néven működött tovább (Mihály János basszusgitár, Hantó Ferenc szólógitár, Csom Attila billentyű és Csűri László dob). Első dalait a Magyar Rádió Könnyűzenei Stúdiójában, az Illés-együttes kíséretével készítette. 1967-ben készítette el első saját felvételeit, az „Úgy várom, jössz-e már?” és a „Mondd már”-t, még ugyanebben az évben a „Néger zongorista dala” című felvétellel a pol-beat fesztiválon első díjat nyert.

### Pályája csúcsán

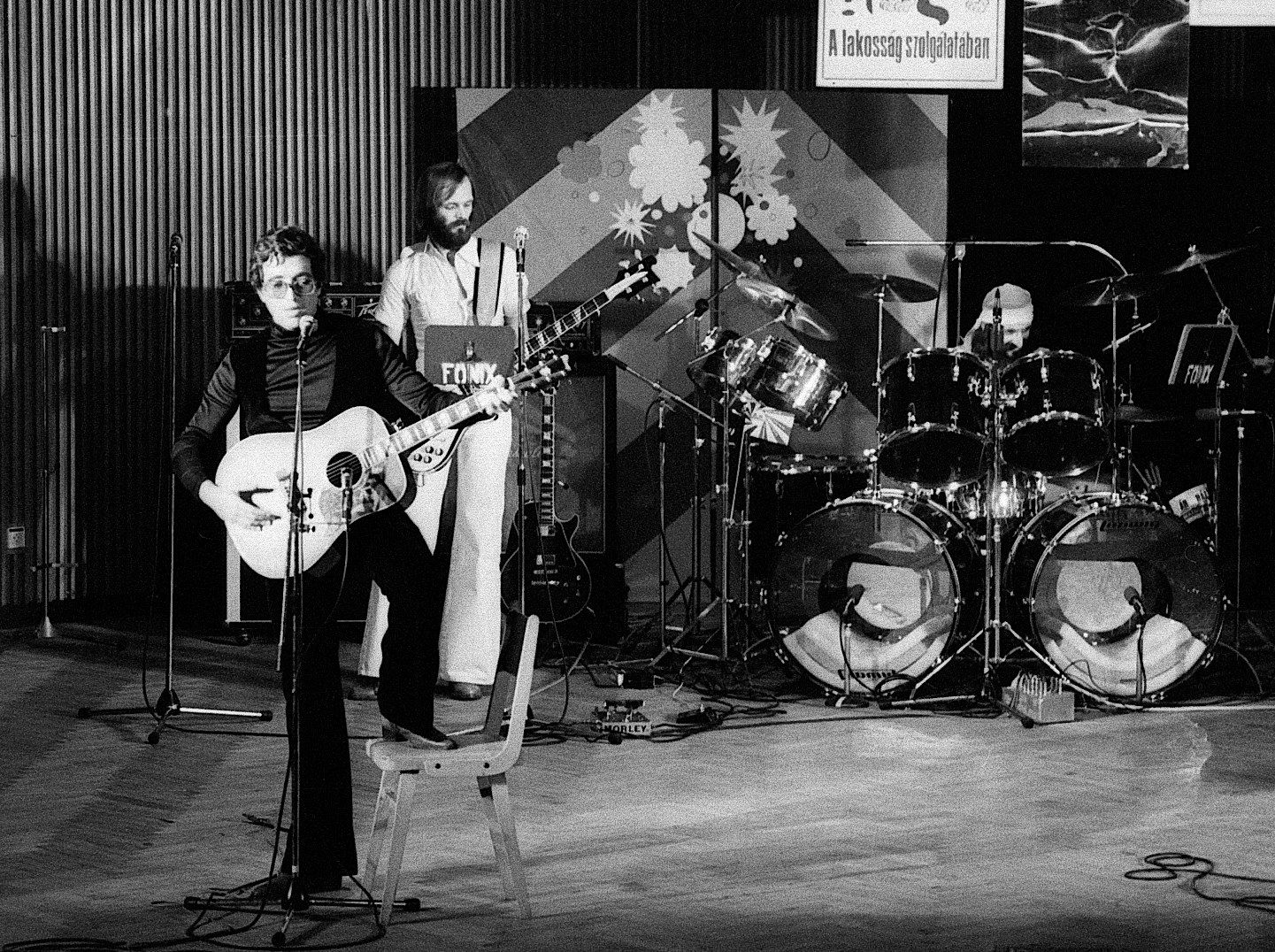
Máté Péter és a Főnix együttes (1977)

Változatos pályája során Szocsiban és Athénban ért el fesztiválhelyezést, előadói díjat nyert a párizsi sanzonversenyen, szerepelt többek között Kubában és Kanadában is. Az 1970-es évek elején rendszeresen fellépett a Műegyetem Ezres klubjában volt feleségével, Dékány Saroltával, akivel a házassága két évig sem tartott. 1973-ban a „Hull az elsárgult levél” című dallal (Malek Miklós szerzeménye) első lett a Made In Hungary rádiós vetélkedőn. Ugyanebben az évben készül a Ki van a tojásban? című Szalkai Sándor rendezte film, amelynek a zeneszerzője volt. 1973–74-ben az Express együttessel lépett fel (többek között a Drezdai Dalfesztiválon). 1976-ban harmadik helyezést ért el az írországi Castlebarban, 1977-ben másodikat az „Együttlét” című dallal a Metronóm ’77 televíziós fesztiválon.
1979-ben megkapta a Magyar Rádió nívódíját, 1981-ben a legjobb hangszerelés díjával jutalmazták a táncdalfesztiválon. „Elmegyek” című dala „Nicolas” címmel, Sylvie Vartan előadásában világsláger lett. Hangszerelt musicalt (Jesus Christ Superstar), írt színházi kísérőzenét (A királynő katonái, Kaméleon). Az S. Nagy István – Máté Péter szerzőpáros írta a Krízis című rockmusicalt is, amit a Margitszigeti Szabadtéri Színpadon adtak elő, az egyik főszereplő balesete miatt csupán néhány alkalommal. (E műnek különlegessége, hogy a rockzenészeket és a színművészeket itthon talán először állították egy színpadra; a szereplők többek között: Csongrádi Kata, Vikidál Gyula.) Számtalan duettet is énekelt, többek között Kovács Katival, Cserháti Zsuzsával, Házy Erzsébettel, Dékány Saroltával és Zalatnay Saroltával.

## Halála

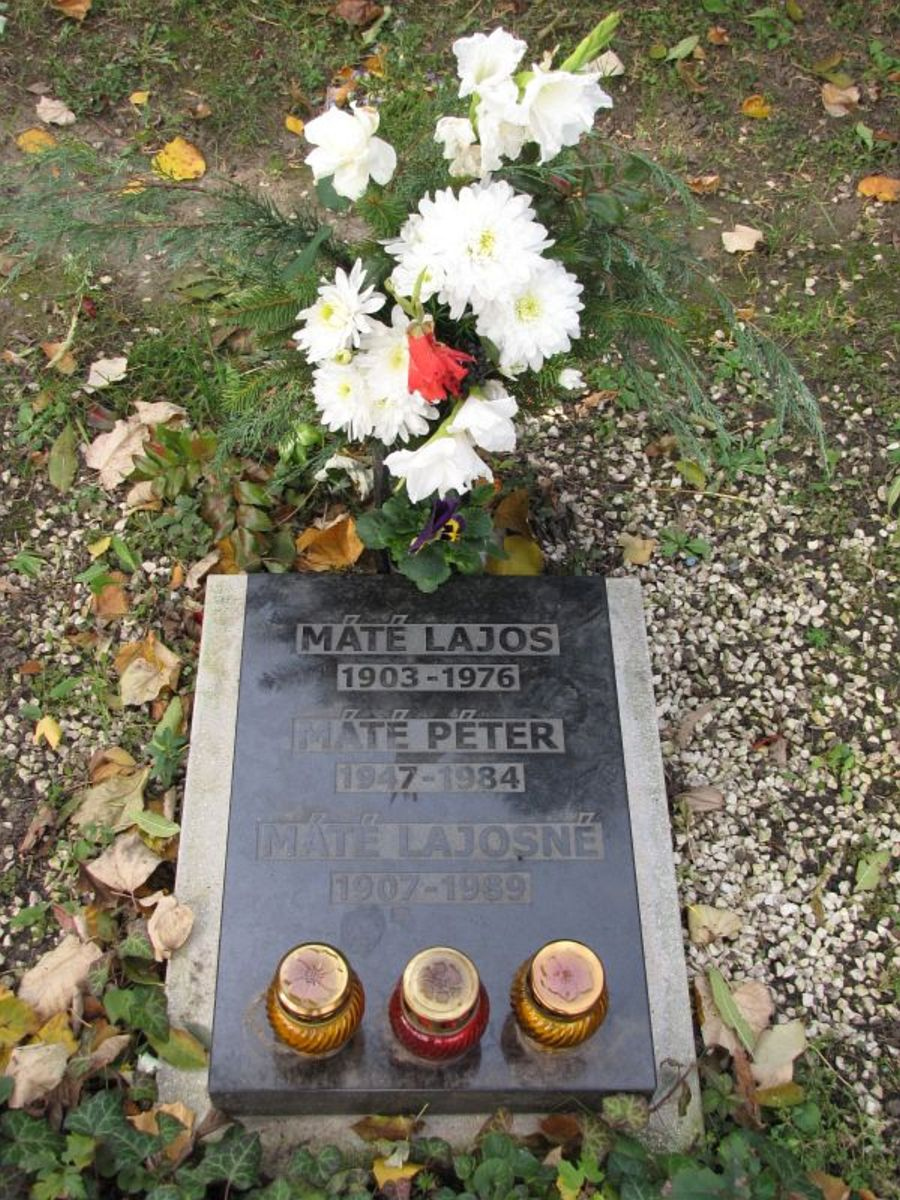
Máté Péter sírja Budapesten. Farkasréti temető: 60/5-6-23

A halála előtti napokban 1984. szeptember 7-én Hódmezővásárhelyen, másnap Mindszenten lépett fel különböző vendéglátóhelyeken. 9-én Budapesten este hunyt el, amit közvetlenül tüdőembólia okozott, de születése óta szívbillentyűhibával élt, és sclerosis multiplex betegséggel is küzdött Más források szerint szívinfarktust kapott. Az eset leírása infarktusra utal
Temetésén a Farkasréti temetőben több tízezren vettek részt szeptember 20-án.

## Díjai
- Made in Hungary – 1. díj (1973, Hull az elsárgult levél)
- Metronóm ’77 – 2. díj (1977, Együttlét)
- Tessék választani! – 1. díj (1980, Szülői ház)

## Diszkográfia

### Életében megjelentnagylemezek

#### Válogatás az első tíz év dalaiból
- 1976 – Éjszakák és nappalok (addigi slágerei 1975-ös felvételen); Hungaroton-Pepita (LP / CD)

#### Koncept-albumok
- 1978 – Magány és együttlét (koncept-album a párkapcsolatokról), Hungaroton-Pepita (LP)
- 1980 – Szívhangok (koncept-album a felnőtté válásról), Hungaroton-Pepita (LP)
- 1982 – Keretek között (koncept-album az emberi lét természetes kereteiről), Hungaroton-Pepita (LP)

A dőlt szedés azokat az albumokat jelöli, amelyek még nem jelentek meg CD-n.
(Érdekesség, hogy 1980-ban a Gellérthegyi víztároló építésének befejezésekor, annak egyik medencéjében forgattak az Egy darabot a szívemből c. dalához videoklipet.

### Posztumuszkiadványok

#### Válogatások
- 1984 – Elmegyek (válogatás rádió-, kis- és nagylemezfelvételekből, kiadatlan dalokból); Hungaroton-Pepita (LP / CD)
- 1985 – Vagy mindent, vagy semmit (válogatás feldolgozásokból); Hungaroton-Pepita (LP)
- 1989 – Egy darabot a szívemből (válogatás feldolgozásokból és színművek zenéiből); Hungaroton-Gong (CD)
- 1994 – Emlékezz rám – In Memoriam Máté Péter (válogatás rádió-felvételekből); Magyar Rádió / Alfa Studio (CD)
- 1996 – Mondd, miért szeretsz te mást (válogatás); Magyar Zeneklub (CD)
- 1996 – Égi trió (Máté Péter, Szécsi Pál és Ihász Gábor közös válogatásalbuma); Alfa Studio (CD)
- 1999 – A magyar tánczene csillagai (Máté Péter, Kovács Kati, Szécsi Pál, Záray–Vámosi házaspár és Korda György közös válogatásalbuma); Reader's Digest (5CD)
- 1999 – Mondd, miért szeretsz Te mást? Máté Péter szerelmes dalai (tematikus válogatás); Hungaroton (CD)
- 2003 – Hogyha én lennék a fény (válogatás rádió-, kis- és nagylemezfelvételekből, kiadatlan dalokból); International Music Co. (CD)
- 2006 – Emlékezz rám (válogatás rádió-, kis- és nagylemezfelvételekből, kiadatlan dalokból); Hungaroton (CD)
- 2006 – Mondd, miért szeretsz te mást (válogatás rádió-, kis- és nagylemezfelvételekből, kiadatlan dalokból); Aréna (CD)
- 2006 – Egy darabot a szívemből (válogatás rádió-, kis- és nagylemezfelvételekből, kiadatlan dalokból); Aréna (CD)
- 2010 – Csak az álom nem elég (válogatás rádiófelvételeiből); Magyar Rádió / Retro Media (CD)
- 2011 – Most élsz (válogatás rádiófelvételeiből); Petőfi Rádió / Retro Media (CD)
- 2014 – Azt súgta a szél (újságmelléklet, válogatás); Hungaroton (CD)

Az azonos című válogatások tartalma nem egyezik meg. A dőlt betűvel jelölt albumok még nem jelentek meg CD-n.

#### Koncertlemez
- 1997 – Rock koncertek a Magyar Rádió archívumából 3 (1975-ös koncert rádió-felvétele); Magyar Rádió (CD)

#### Demó-felvételek
- 1997 – Rock and rablás (a „Krízis” demó-felvételei); Alfa Studio (CD)
- 1998 – Játszd el, hogy újra élsz (demó-felvételek); Alfa Studio (CD)
- 2006 – Álmodj csak világ (demó-felvételek); Alfa Studio (CD)
- 2007 – Álomi táj (demó-felvételek); Alfa Studio (CD)
- 2008 – Álmodj csak világ (válogatás demó-felvételekből); Alfa Studio / RnR Media (CD)
- 2008 – Álomi táj (válogatás demó-felvételekből); Alfa Studio / RnR Media (CD)
- 2008 – Szeptember volt (válogatás demó-felvételekből); Alfa Studio / RnR Media (CD)

Az azonos című demó-válogatások tartalma nem egyezik meg.

#### Remake-albumok
- 2000 – Adhatok még… (remake album); Hungaroton (CD)
- 2009 – Azért vannak a jóbarátok… Máté Péter dalai a zenésztársak előadásában (válogatás és remake); Hungaroton (CD)

#### Gyűjtemények
- 2001 – Vallomások (válogatás rádió-, kis- és nagylemezfelvételekből, kiadatlan dalokból); Reader's Digest (5CD)
- 2008 – Gyűjteményes válogatás 1. (válogatás rádió- és demófelvételekből); Alfa Studio / RnR Media (3CD)
- 2008 – Gyűjteményes válogatás 2. (válogatás demó-felvételekből); Alfa Studio / RnR Media (3CD)

#### Videók
- 1995 – Hosszú még az út (TV-felvételek); MTV / Televideo (VHS)
- 2007 – Zene nélkül mit érek én (TV-felvételek); MTV / Europa Records (DVD)
- 2009 – Elmegyek (TV-felvételek); MTV / Europa Records (DVD)

### Egyéb kiadványok
S. Nagy István–Máté Péter: Elmegyek T-007.170.989-1 (bejegyezve 76 előadóval, egyebek között Egy kis patak és Malo mam lasky tve cím alatt) 

#### Remix-album
- 2000 – Hagyatékom (remixek) (CD)

Ezek a dalok Máté Péter előadásában zongorakísérettel maradtak fenn DAT magnószalagon Digital Audio Tape). Feltalálása után (Máté Péter halála után) hangtechnikusok korrigálták, kísérőzenével bővítették és az Old Man's Record kiadó megjelentette. A felvételek hitelességét S.Nagy István is és az előadó felesége Máté Edit is elismerte.  A kiadmány jogi vitát váltott ki, minthogy a szerzői jogok a Hungaroton birtokában vannak. 

#### Tribute-album
- 2006 – Máté Péter emlékalbum – Egy darabot a szívemből (tribute album) (CD)

## Emlékezete

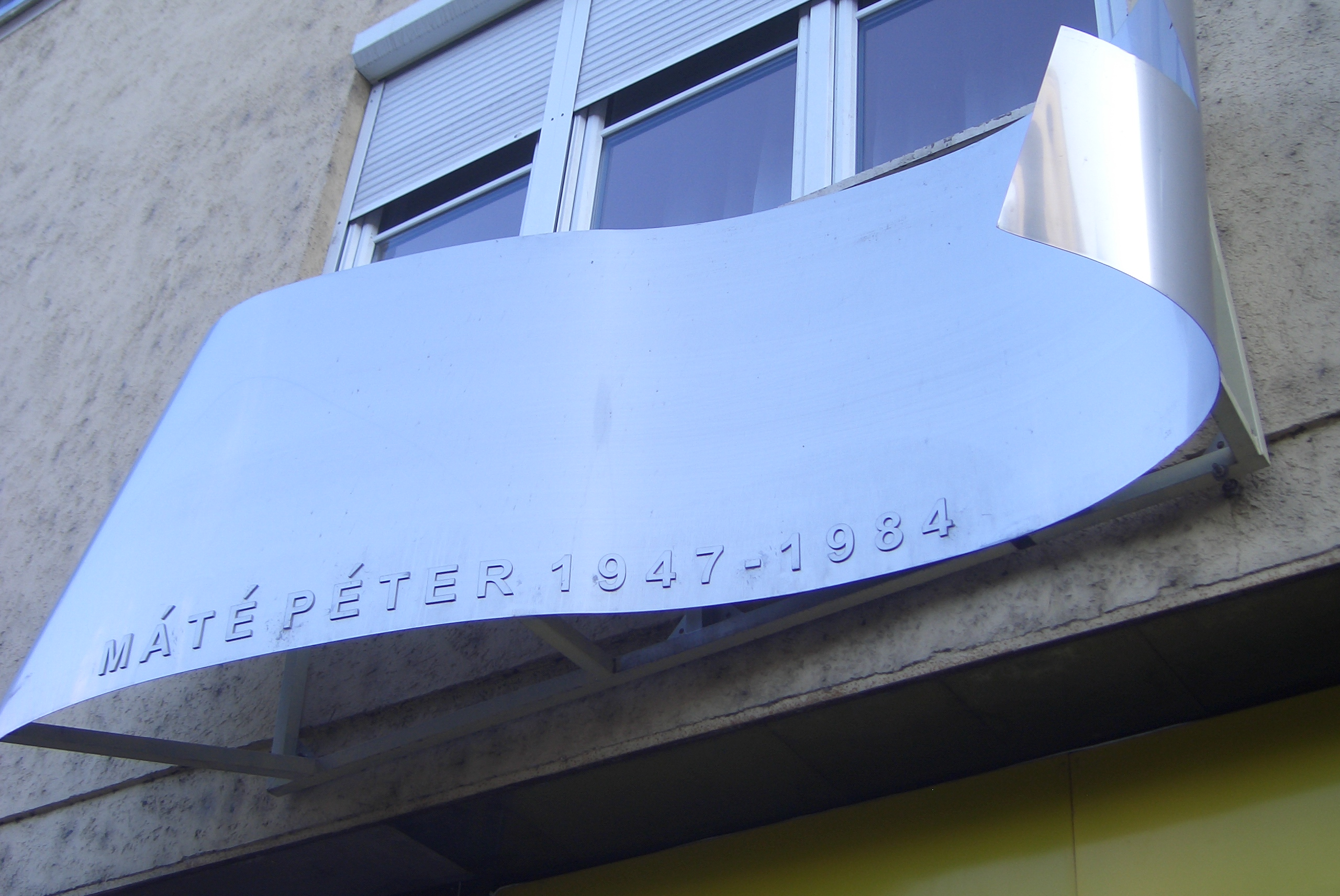
Emléktáblája a Krisztinavárosban

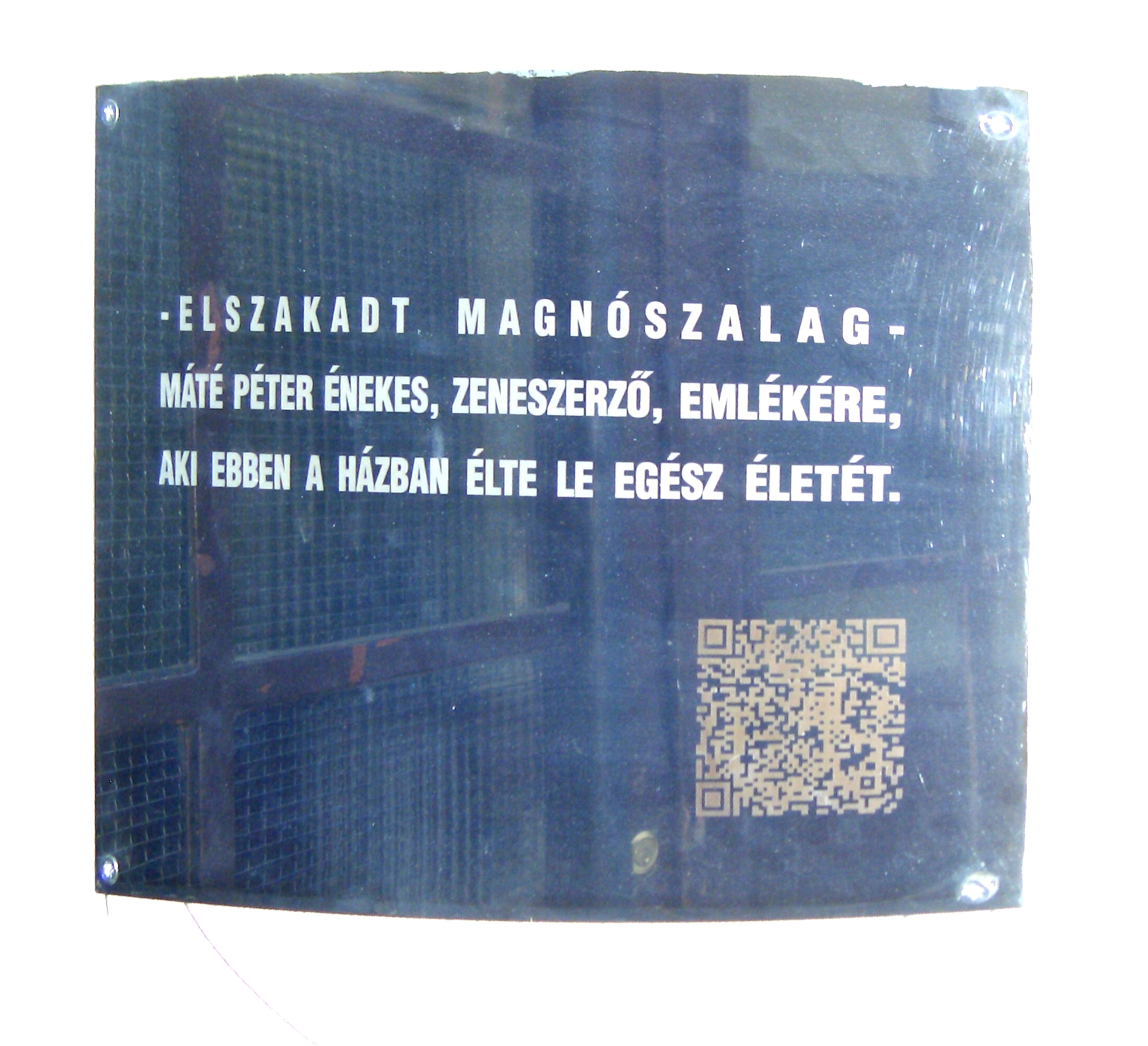
Emléktábla a ház kapujánál

- Elszakadt magnetofonszalagot stilizáló emléktábláját[14] egykori lakóházának, a Krisztina körút 75. számú ház falán avatták fel 2017. február 4-én születésének 70. évfordulóján. (Alkotó: Varga Mátyás)[15] Az emléktáblája avatásának alkalmából Benkő László Kossuth-díjas és Liszt Ferenc-díjas zenész így fogalmazott: „Elmegyek című száma Sylvie Vartan francia énekesnő előadásában világsiker lett. Sikerült bebizonyítania, hogy abban a zárt világban, amit akkor Magyarország jelentett, is lehet nemzetközi slágert írni.”[16]
- 2012-ben és 2017-ben, születésének 65. és 70. évfordulóján nagyszabású Máté Péter Emlékkoncerttel adóztak a fiatalon elhunyt művész előtt a Budapesti Kongresszusi Központban.
- 2018-ban Balog Zoltán bejelentette, hogy megalapították a Máté Péter-díjat, amely állami művészeti középdíj lesz. A Máté Péter-díj emlékéremmel, oklevéllel és pénzjutalommal jár, minden évben három könnyűzenei és dzsesszművész kaphatja meg. A kitüntetettek később felterjeszthetővé válnak érdemes és kiváló művész címekre is.[17]
- 2021-ben könyvet jelentetett meg Bauer Barbara az énekesről Most élsz – Máté Péter és egy igaz szerelem regénye címmel.[18]

## Családja
- Bátyja Máté Pál (1933-?)
- Első felesége Dékány Sarolta házasok 1967-1969 között [19]
- Második felesége 1969-től Edit; Máté Péter halálig (nem házasodott meg újra) [20]
- Gyermekeik Máté Edit és Máté Dorottya
- Unokái (Dorottyától) Kamilla és Dániel